# Бейлин, Михаил Абрамович
Михаил Абрамович Бейлин (4 июня 1921, Рославль, Смоленская губерния — 15 апреля 2010, Раздоры, Московская область) — советский шахматист, прозаик, деятель советского шахматного движения; мастер спорта СССР (1950), международный арбитр (1980), заслуженный тренер РСФСР (1983), заслуженный работник культуры РСФСР (1986). Участник чемпионата Москвы (1950) — 4-е место. Заместитель председателя Шахматной федерации СССР, начальник отдела шахмат (1967—1970), заместитель начальника Управления шахмат (1981—1989) Госкомспорта СССР; тренер (1977—1981), тренер (с 1986) сборной команды СССР по шахматам. Шахматный литератор. Заместитель главного редактора газеты «64» (1971—1973). По основной профессии юрист, следователь, адвокат.

## Биография
Михаил Бейлин родился 4 июня 1921 в Рославле Смоленской губернии, в бедной еврейской семье. Спустя два года в доме случился пожар, на котором мать чудом спасла маленького сына. Вскоре семья переехала в Москву и поселилась в Даевом переулке, близ Сретенки, а потом на Большой Никитской улице. У Миши была младшая сестра Мира. В 1930-х годах подростком жил летом в деревне Козловка на реке Остёр, где и научился плавать. В шахматы научился играть летом 1931, в 10-летнем возрасте, дебютировал в турнире на первенство Краснопресненского района Москвы, который проходил на Стадионе юных пионеров. С началом Великой Отечественной войны в армию не был призван по состоянию здоровья, подвело зрение. В составе отряда студентов принимал участие в оборонительных работах, копали противотанковые рвы. В 1941 в возрасте 20 лет начал работать следователем на Северном Урале. В 1943 работал следователем в прокуратуре Ставропольского края.
Окончив юридический институт, в 1945 уехал в Ригу, где два года работал адвокатом, выступал в шахматных соревнованиях (вечерами, в выходные дни, по отпускам) и публиковался по шахматной тематике. Весной 1947 вернулся в Москву, шесть лет работал в адвокатуре, стал мастером спорта СССР по шахматам. Печатался в центральных газетах и журналах, в специализированной шахматной прессе. Десять лет, с 1953 по 1963, работал редактором шахматной литературы в издательстве «Физкультура и спорт». С 1967 и до пенсии работал государственным тренером по шахматам в Спорткомитете СССР, занимался организаторской деятельностью, неоднократно руководил спортивными делегациями, выезжающими на международные соревнования.
На ряде турниров, в том числе турнире претендентов на звание чемпиона мира в Швейцарии, (1953) — тренер и секундант будущего чемпиона мира по шахматам Василия Смыслова. Бейлин также десятилетиями редактировал и готовил к печати литературно-аналитические труды Смыслова. Близко дружил Бейлин с чемпионами мира Михаилом Ботвинником, Тиграном Петросяном, гроссмейстерами Юрием Авербахом, Игорем Зайцевым и заслуженным тренером СССР Анатолием Быховским.
Михаил Бейлин — автор ряда популярных книг о шахматах и шахматистах, а также захватывающих иронических мемуаров «Не был, не состоял, не привлекался». Отличался неподражаемым чувством юмора, жизнелюбием и оптимизмом. По мировоззрению был убеждённым атеистом. Его незаурядный литературный талант отмечал культовый шахматный журналист Александр Рошаль, который планировал стать первым издателем мемуаров, но не смог осуществить задуманное из-за своей внезапной кончины.
Бейлин много путешествовал вместе с женой на байдарках по Мологе, Нерли, Угре, Гауе, Днепру, на шлюпке по озёрам Карельского перешейка, на автомобиле по Кавказу, Прибалтике, Польше и ГДР. Всего посетил более 50 стран мира.
Последние годы жизни Михаил Абрамович провёл в загородном доме в деревне Раздоры Одинцовского района, расположенном в хвойном лесу на участке, которым родители его супруги владели с 1922 года.
Скончался в возрасте 88 лет у себя дома. Похоронен в Москве на Востряковском кладбище.

## Семья
Был женат на Елене Александровне Кабановой (1925—2007), дочери профессора Александра Николаевича Кабанова, современника и друга Марины и Анастасии Цветаевых, упомянутого в книге А. И. Цветаевой «Воспоминания», и сестре академика В. А. Кабанова. Е. А. Кабанова работала в НИИ микробиологии и эпидемиологии, кандидат медицинских наук. Свою жену Михаил Абрамович всегда называл «Моя лучшая половина». Этот брак длился 58 с половиной лет.
Единственный сын — Николай Михайлович Кабанов (р. 3 июня 1953), внучка Ольга, завершила курс учёбы в Милане.

## Факты
- Неувядаемому долголетию Бейлина способствовали постоянная забота о его здоровье со стороны супруги Е. А. Кабановой, о которой он с благодарностью писал в своих воспоминаниях. Он также сообщал о физиологических особенностях своего организма: нормальная температура тела была у него не 36,6 градусов, а на градус меньше. И пульс тоже был гораздо реже, чем у обычных людей.[4] Похожие явления также были характерны для гроссмейстера Юрия Авербаха, прожившего 100 лет.
- В названии книги Бейлина «Не был, не состоял, не привлекался», которое сам автор ассоциативно связывает с регулярным заполнением личных анкет, как непременного атрибута советского образа жизни, содержится любопытный оксюморон. Дело в том, что ответ «не состоял» обычно вписывался в графу о членстве в КПСС, и читатель, исходя из названия мемуаров и критического осмысления автором опыта строительства коммунизма в СССР, может подумать, что Михаил Абрамович и в те годы держался в стороне от партии. В действительности, это было совсем не так, на протяжении всей своей длительной карьеры в Госкомспорте СССР Бейлин десятилетиями состоял в рядах КПСС, был активным участником партийных мероприятий, в работе строго соблюдал партийную дисциплину.
- Работая однажды над киносценарием совместно с драматургом Георгием Мдивани, Бейлин был несколько раздражён капризным нравом соавтора и посвятил ему шуточную эпиграмму, которую потом всю жизнь охотно цитировал друзьям и коллегам:

Искусству нужен Жорж Мдивани
Как ж..е ржавый гвоздь в диване!
Сам Мдивани находил эпиграмму весьма остроумной и не обижался на Бейлина.

## Книги
- За шахматной доской. — М., 1959.
- Шахматы за 1957 год. — М., 1959 (составитель)
- Ход конём. — М., 1966.
- Азбука шахмат. — [М., 1967] (соавтор)
- Шахматный самоучитель. — М., 1970 (соавтор)
- Путешествие в шахматное королевство. — 2-е изд. — М., 1976 (соавтор)
- Что вы знаете о шахматах? — М., 1979
- Великое противостояние. — М., 1987.
- Мои встречи в шахматном королевстве. — М. Терра-Спорт, 2003. — 356 с. ISBN 5-931-27-233-X
- Не был, не состоял, не привлекался. — М.: Человек, 2008. — 336 с. ISBN 978-5-903508-38-9